# Metka Albreht
Metka Albreht, slovenska stilistka in nekdanji fotomodel, * 31. julij 1975, Postojna.
Kot srednješolka je bila Metka Albreht nosilka naslova Miss Slovenije 1993. Danes dela kot stilistka, predvsem za Pro Plus, izdajatelja kanalov POP TV in Kanal A.

## Udeležba na lepotnih tekmovanjih

### Miss Gauloises 1993
Finale za Miss Gauloises 1993 je bil 21. maja 1993 v klubu Gauloises Blondes v Hotelu Creina v Kranju. Organiziral ga je Artist Trade v sodelovanju s sponzorji, Metka Albreht je bila druga spremljevalka, zmagala je Monika Zupanc, prva spremljevalka je bila Simona Bohatek.

### Miss Slovenije
Tekmovanja za Miss Postojne se je prvič udeležila leta 1992 in postala 1. spremljevalka.
Leta 1993 je na tekmovanju za Miss Postojne zmagala, s čimer se je uvrstila v polfinale, ki je potekalo v diskoteki Pacifik v Leskovcu pri Krškem. Uvrstila se je v finale, poleg tega je postala prva spremljevalka miss diskoteke in za nagrado dobila zlato ogrlico.
V finalu Miss Slovenije 1993 25. septembra 1993 je zmagala in za nagrado dobila avto alfa spider.

## Zasebno
Nekaj let je bila partnerica Jonasa Žnidaršiča.
Iz prejšnje zveze ima hčer, s sedanjim partnerjem ima sina.Rada teče, udeležuje se maratonov.